# Soehrensia vasquezii
Soehrensia vasquezii ist eine Pflanzenart aus der Gattung Soehrensia in der Familie der Kakteengewächse (Cactaceae). Das Artepitheton vasquezii ehrt den bolivianischen Kakteenspezialisten Roberto Vasquez (* 1942).

## Beschreibung
Soehrensia vasquezii wächst von der Basis aus verzweigend und bildet in der Regel Gruppen, die bis zu 80 Zentimeter hoch werden können. Die zylindrischen, frischgrünen Triebe erreichen Durchmesser von 4 bis 5 Zentimeter. Es sind zwölf bis 14 niedrige Rippen vorhanden. Die auf ihnen befindlichen weißen Areolen sind kreisrund und stehen bis zu 1 Zentimeter voneinander entfernt. Aus ihnen entspringen nadelige, hellbraune Dornen, die im Alter vergrauen. Die ein bis vier Mitteldornen stehen über Kreuz und sind 3 bis 6 Zentimeter lang. Die zehn bis zwölf kammförmig angeordneten Randdornen weisen eine Länge von 0,8 bis 1,5 Zentimeter auf.
Die röhrig-trichterförmigen, weißen Blüten erscheinen seitlich an den Trieben und öffnen sich in der Nacht. Sie sind bis zu 22 Zentimeter lang und besitzen einen Durchmesser von 14 Zentimetern. Die kugelförmigen bis eiförmigen, grünlich braunen Früchte sind bis zu 6 Zentimeter lang.

## Verbreitung, Systematik und Gefährdung
Soehrensia vasquezii ist in den bolivianischen Departamentos Cochabamba und Santa Cruz zwischen Pojo und Comarapa in Höhenlagen von 2400 Metern verbreitet. Die Art ist vermutlich nur vom Typusstandort bekannt.
Die Erstbeschreibung als Trichocereus vasquezii durch Walter Rausch wurde 1974 veröffentlicht. Boris O. Schlumpberger stellte die Art 2012 in die Gattung Soehrensia. Ein weiteres nomenklatorisches Synonym ist Echinopsis vasquezii (Rausch) G.D.Rowley (1975).
In der Roten Liste gefährdeter Arten der IUCN wird die Art als „Near Threatened (NT)“, d. h. als gering gefährdet geführt.

## Nachweise